# Cổ nhạc từ
Cổ Nhạc từ (古樂祠) là từ đường thờ tự các bậc tổ sư cổ nhạc và những người có công lao đối với nghệ thuật cổ nhạc đã khuất. Di tích này trước kia là Dục Đức đường xây dựng từ thời Tự Đức (1870) và vào thời Thành Thái (1897) thì đổi tên là Cung Tôn miếu (còn gọi là Tân Miếu) thờ tự vua Dục Đức cho đến khi bị triệt hạ năm 1916. Cổ nhạc từ xây dựng lại vào năm 1966 với chức năng và kiến trúc như hiện nay.

## Lịch sử
Cổ nhạc từ tọa lạc tại số 05, kiệt 127 đường Nguyễn Trãi cạnh hồ Tân Miếu, phường Thuận Hòa, thành phố Huế. Nơi này trước kia là Dục Đức đường, một biệt phủ do vua Tự Đức cho xây dựng vào năm 1870 để ban cho hoàng tử Nguyễn Phúc Ưng Chân (sau là vua Dục Đức) đến ở và học hành, đồng thời giao cho hoàng quý phi Vũ Thị Duyên (sau này là hoàng hậu Lệ Thiên Anh) trông coi, dạy bảo hoàng tử.
Năm 1891, vua Thành Thái, con vua Dục Đức, đã cho tôn tạo Dục Đức đường và khởi công xây dựng thêm một số công trình kiến trúc mới theo quy định của một biệt miếu thờ vua Dục Đức gồm một tòa nhà kép đặt ở giữa trong thờ thần khám vua Dục Đức, trước có hai nhà Túc Gia, sau có nhà Tòng Viện. Quanh miếu có tường gạch bao bọc, có hệ thống cửa theo kiểu “tứ khẩu” đặt trên tường ở cả bốn phía, trong đó cửa chính ở phía nam, làm kiểu tam quan-môn lâu, ba cửa còn lại là các nguyệt môn.
Năm 1897, nhà vua đổi tên miếu là Cung Tôn miếu, đặt theo tên truy tôn của vua Dục Đức là Cung Tông Huệ Hoàng đế.
Năm Thành Thái thứ 11 (1899), nhà vua cho xây dựng điện Long Ân phía hữu An Lăng, làm nơi thờ cúng vua cha. Từ đây, miếu trở thành nơi tu hành thờ Phật, làm nơi nương tựa tinh thần của hoàng thái hậu Từ Minh (vợ chính của vua Dục Đức). Sau đức Từ Minh qua đời, triều đình mai táng thi hài của bà bên phải mộ phần vua Dục Đức. Đồng thời, bài vị vua Dục Đức và hoàng hậu Từ Minh cũng được đưa về thờ phụng ở An Lăng. Miếu cũng không còn lý do để tồn tại, và bị triệt hạ năm 1916.
Sau năm 1945, đức Từ Cung (tức Đoan Huy Hoàng Thái Hậu, mẹ vua Bảo Đại) đứng ra bảo trợ và duy trì đội Nhã nhạc cung đình dưới biên chế của đoàn Ba Vũ cổ nhạc. Để thực hiện ý nguyện xây dựng ngôi nhà thờ Tổ nghề của các nghệ nhân Cổ nhạc, đức Từ Cung đã đồng ý chuyển giao mặt bằng sở đất của ngôi miếu cho Ban Cổ nhạc Đại Nội để xây dựng nhà thờ Cổ nhạc. Căn cứ vào những dòng ghi chép bằng chữ Hán trên văn bia hiện nay vẫn còn lưu giữ tại nhà thờ Cổ Nhạc cho biết thời điểm xây dựng chính thức nhà thờ Cổ Nhạc vào ngày 11 tháng 8 năm Bính Ngọ (25/09/1966), công việc tổ chức xây dựng nhà thờ do ông Nguyễn Ngọc Cung làm trưởng ban, thủ quỹ Nguyễn Hiếu Lại, thư ký Trần Tẩu, cùng các huấn luyện viên và các nhạc sinh trong Ban Cổ nhạc.
Hàng năm, vào ngày 16/3 âm lịch, Hội Cổ nhạc truyền thống Huế lại tổ chức lễ Giỗ tổ cổ nhạc truyền thống Huế.
Cổ Nhạc từ gồm các hạng mục công trình như: cổng, chính đường, tiền đường, la thành và sân vườn. Kiến trúc chính của nhà thờ nằm ở giữa khuôn viên khu đất gồm hai công trình là chính đường và tiền đường. Chính đường có diện tích khoảng 34 m2, trong những dịp tế lễ Tổ nghề, tiền đường là nơi những người hành lễ chỉnh đốn y phục, chuẩn bị lễ vật trước khi dâng cúng các vị tổ sư ở chính điện. Chính điện tiếp sau tiền đường, nối với tiền đường bằng hệ thống máng đưa nước mưa từ mái sau tiền đường và mái trước chánh điện đổ sang 2 bên. Chính đường có diện tích khoảng 39 m2, nội thất chính đường chia thành 3 gian có thiết trí các bệ thờ những vị chư Tổ sư Cổ Nhạc. Ở gian giữa nội thất chính đường có đắp nổi nề họa bức hoành phi dạng cuốn thư đề 3 chữ Hán: "古樂祠" (Cổ Nhạc từ). Trên các vách gian thờ đều có trang trí các câu đối chữ Hán viết bằng mực Tàu. Sát vách hai bên tả hữu nội thất chính điện có hai tấm bia viết chữ Hán bằng mực tàu: Bia vách tả viết phương hướng, ngày kỷ niệm sự kiện đặt đá đầu tiên xây dựng nhà thờ Cổ Nhạc vào ngày 11 tháng 8 năm Bính Ngọ (25/9/1966) và danh tánh các những người đứng ra tổ chức xây dựng, đóng góp tài chính xây dựng nhà thờ Cổ Nhạc.
Ngày 29 tháng 04 năm 2010, Cổ nhạc từ được công nhận di tích lịch sử văn hóa cấp tỉnh.